# 瀬間福一郎
瀬間 福一郎（せま ふくいちろう、1877年12月 - 1962年10月）は、日本の盲目の盲学校教師で、鍼灸按摩の仕事もしながら群馬県における初期盲教育の実行に力を注いだ。

## 生涯
1877年（明治10年）12月に、群馬県北甘楽郡馬山村で生まれた。5歳のころに完全に失明する。下仁田に盲人の城定という鍼医がいて、病気の診立てから治療まで評判がよく、福一郎は毎日約4kmの道を歩いて通いでこの人から按摩や鍼を習った。1893年（明治26年）4月に、東京盲唖学校（後の東京盲学校）のことを知っていた村長の勧めがあって、東京盲唖学校に入学する。当時の東京盲唖学校は、1890年に小石川区（現文京区）指ヶ谷町に寄宿舎が新築され、翌年には新校舎もできて築地から移転した直後であり、また同校の石川倉次が1890年11月に校長の小西信八と相談して新しく日本点字を創案して日本でも点字が使われるようになったばかりであった。1897年に20歳で東京盲唖学校を卒業した瀬間は、横浜訓盲院の教師になる。横浜訓盲院は、日本でも早くに創設された訓盲院であり、キリスト教会によって開設されていた。瀬間はここで洗礼を受け、信仰を続けたようである。しかし、横浜訓盲院には2年勤めて退職し、群馬に戻り磯部鉱泉で開業したが、そこでは治療を受ける者も少なく、1901年には前橋市に移る。1902年ころには、自宅で希望者に点字や按摩を教えるようになった。このことは、1905年に上野教育会が訓盲所を開くまで続ける。1903年には、3歳年上で医療関係の仕事についていた千代と結婚する。
1905年に上野教育会によって、日露戦争によって失明した軍人に鍼灸按摩を教えるために訓盲所が設立された。東京盲唖学校長の小西の推薦を受けて、瀬間がその指導にあたった。しかし、失明軍人を対象にしたこの学校は3年余りで閉鎖され、1908年には群馬師範学校附属小学校の特別学級という扱いになり、ここでも瀬間が教師を務めた。しかし、身分は嘱託であり、これより10年ほど前に初任用の訓導の俸給が40円ほどであったところ、瀬間の俸給は月10円であった（嘱託なので勤務時間外に自宅で治療行為をすることは認められていた）。1914年には、この特別学級が、前橋市立桃井小学校の特別学級という扱いになる。このころの特別学級は、生徒数10人余りで、3～4学年くらいにわかれていたが、生徒の年齢は12歳くらいから30歳すぎまでと多様であった。解剖・生理・病理などの授業と、按摩鍼灸の実技を教えていた。教室は東西に長い教室の西の端を1室使っていた。しかし、1923年には「盲学校及聾唖学校令」が出されるとはいえ、いまだ障害者教育への理解が進んでいなかったこの時代、予算もつけられておらず、特別学級は閉鎖されることになった。
1915年（大正4年）9月に、医師後藤源九郎により私立前橋盲学校が開設された。建物はかつて前橋病院として使われていた部屋数10ほどの平屋建てのものであった。当初は、同じ建物を教室兼寄宿舎として使ったが、1918年には寄宿舎を上野図書館として使っていた建物に移している。県や市では特別教室に予算はさかなかったが、使わなくなった建物を貸すという便宜は図ったのである。1917年には、大森房吉という人が前橋盲学校の校長になった。この人は、群馬師範学校を卒業後、長く小学校教員を務めた後、前橋の上毛孤児院に勤めてから前橋盲学校長になったのであった。私立であったから予算は少なく、職員の俸給も少なかった。盲学校には賛助会員と言い、月に10銭、20銭、あるいは50銭といった寄付金を出してくれる家庭があったので、大森校長は午後にはこれらの家庭をまわって集金することもあったし、校内では授業が円滑にできるようにするための用務や生徒の世話もしていた。
1923年11月18日には前橋盲学校同窓会が、県立盲学校の設立を願う決議を行い、決議文を持って県会議員を訪問するなどの活動をしていた。そこで1927年には群馬県立盲唖学校が発足するのであるが、予算が少なく瀬間はこの学校には採用されなかった。瀬間は50歳だったので、以後は、鍼灸按摩師として暮らすことになる。しかし、以後も、1935年には群馬県盲教育創始30周年記念会から、1948年にはヘレン・ケラー女史歓迎全国盲人大会から、1957年には群馬県盲教育創立50周年記念会から表彰を受け、1951年には卒業生による瀬間夫妻に対する感謝会が開かれるなど、感謝されてその後を過ごした。1956年に妻と死別、自らも1962年10月に85歳で死去した。

## 年譜
- 1877年12月、群馬県北甘楽郡馬山村で生まれる
- 1882年、完全失明
- 1888年、下仁田の城定氏に按摩鍼灸を学び始める
- 1893年、東京盲唖学校に入学
- 1897年、東京盲唖学校を卒業し、横浜訓盲院の教師になる
- 1899年、横浜訓盲院を退職し、馬山村に帰り磯部で開業
- 1901年、前橋市で開業
- 1902年、自宅で塾を開く
- 1903年、西山千代と結婚
- 1904年、長男が生まれるも、まもなく死亡
- 1905年、上野教育会が運営する訓盲所の教師になる
- 1905年、長女が生まれる
- 1908年、群馬師範学校附属小学校特別学級の教師になる
- 1908年、次女が生まれる
- 1914年、桃井小学校特別学級の教師になる
- 1915年、私立前橋盲学校の教師になる
- 1917年、寄宿舎の舎監になる
- 1921年、群馬県鍼灸按摩試験委員になる
- 1927年、私立前橋盲学校の廃校に伴い退職
- 1934年、群馬県鍼灸按摩組合連合会会長になる（1944年に辞任）
- 1962年10月、85歳で逝去